# Luciano Cingolani
Luciano César Cingolani (Rosario, 4 luglio 2001) è un calciatore argentino, attaccante del Gimnasia (M).

## Caratteristiche tecniche
È un'ala destra.

## Carriera
Cresciuto nel settore giovanile del Newell's Old Boys, debutta in prima squadra il 28 dicembre 2020 giocando il match di Copa Diego Armando Maradona vinto 3-1 contro l'Central Córdoba (SdE) e realizzando la rete del 2-1 pochi minuti dopo il suo ingresso in campo.

## Statistiche

### Presenze e reti nei club
Statistiche aggiornate al 5 maggio 2021.
| Stagione        | Squadra           | Campionato      | Campionato | Campionato | Coppe nazionali | Coppe nazionali | Coppe nazionali | Coppe continentali | Coppe continentali | Coppe continentali | Altre coppe | Altre coppe | Altre coppe | Totale | Totale |
| Stagione        | Squadra           | Comp            | Pres       | Reti       | Comp            | Pres            | Reti            | Comp               | Pres               | Reti               | Comp        | Pres        | Reti        | Pres   | Reti   |
| --------------- | ----------------- | --------------- | ---------- | ---------- | --------------- | --------------- | --------------- | ------------------ | ------------------ | ------------------ | ----------- | ----------- | ----------- | ------ | ------ |
| 2020            | Newell's Old Boys |                 | -          | -          | CdL             | 3               | 1               | CL                 | 0                  | 0                  |             | -           | -           | 3      | 1      |
| 2021            | Newell's Old Boys |                 | -          | -          | CdL             | 4               | 1               | CL                 | 3                  | 0                  |             | -           | -           | 7      | 1      |
| Totale carriera | Totale carriera   | Totale carriera | 0          | 0          |                 | 7               | 2               |                    | 3                  | 0                  |             | -           | -           | 10     | 2      |